# Pagination de Stephanus

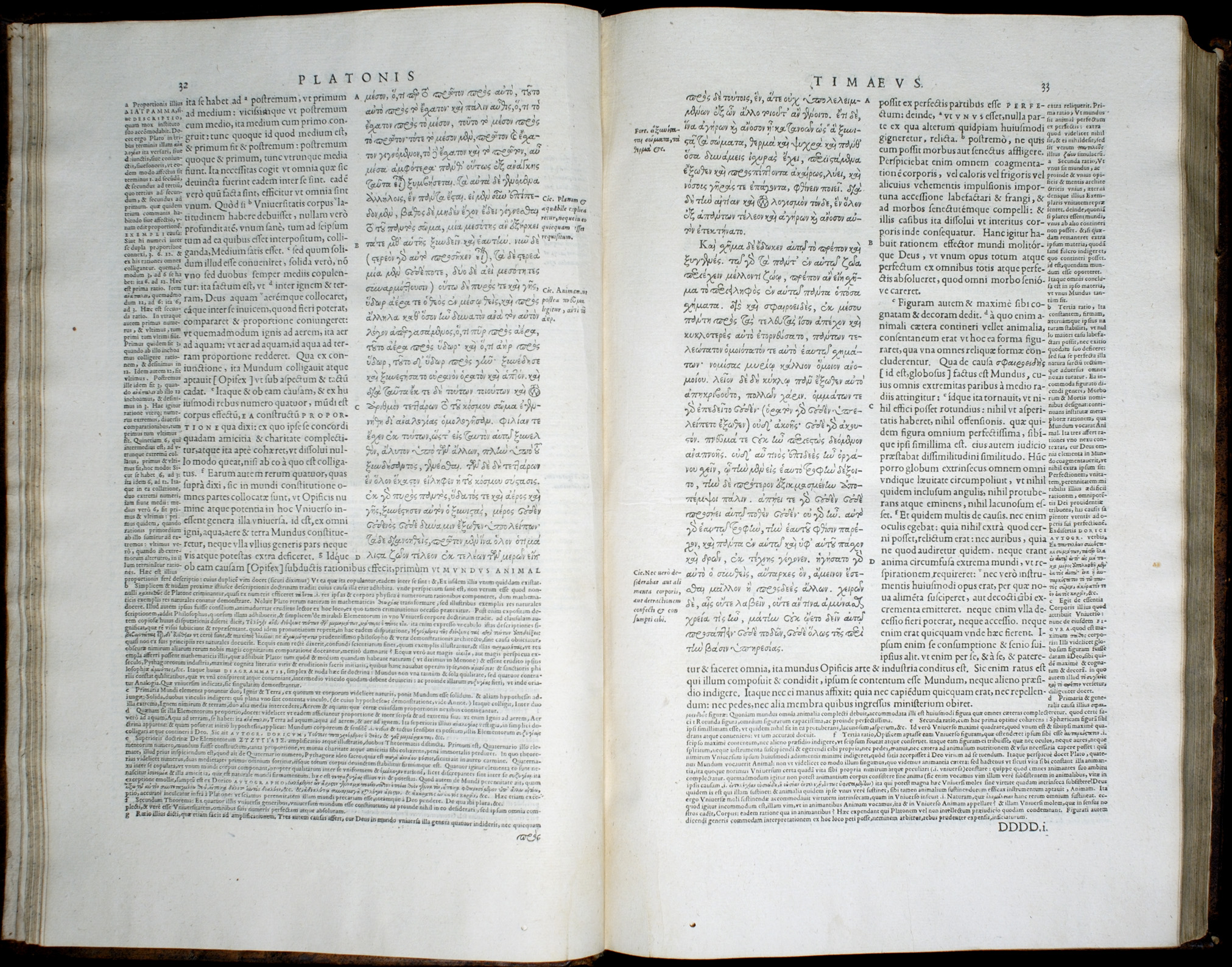
Une des pages du Timée 32a-33d, dans l'édition d'Henri Estienne où on distingue les lettres servant à la récurrence. La traduction latine et le commentaire en petits caractères est de Jean de Serres.

La Pagination de Stephanus est un système de référence et d'organisation utilisé dans les éditions contemporaines des œuvres de Platon (ainsi que celles de Plutarque, notamment ses Œuvres morales). Il est fondé sur l'édition des œuvres complètes de Platon faite à Genève en 1578 par Henricus Stephanus (Henri Estienne). Les œuvres de Platon (et de Plutarque) sont agencées selon des nombres dont chacun est divisé en sections d'égale importance (a, b, c, d et e). Ce système est souvent utilisé pour citer Platon en tant que référence. Par exemple, « Le Banquet 172a » fait référence à un passage particulier du Banquet de Platon. Les nombres dans le système de Stephanus correspondent au numéro d'une page tels qu'ils sont inscrits dans les volumes de l'édition d'Estienne de 1578. Aucune œuvre de Platon ne s'y étend sur plus d'un volume, aussi n'y a-t-il pas de multiples occurrences d'un même numéro de page pour une même œuvre. Comme Estienne publia trois volumes, il est nécessaire d'accompagner le nombre du titre explicite de l'œuvre de Platon afin d'identifier sans équivoque un passage particulier. Par exemple, « 172a » seulement peut aussi bien renvoyer à un passage de trois dialogues mais « Le Banquet 172a » réfère sans équivoque à un seul et unique texte.
Des citations plus précises exigent d'être accompagnées du numéro de ligne (comme Le Banquet 172a-5-9) mais dans ce cas est plus souvent utilisée la numérotation de l'Oxford Classical Texts par John Burnet et non celle d'Estienne.
L'inauthentique dialogue d'Alcyon faisait partie du corpus de Lucien de Samosate et n'a pas de numérotation selon Stephanus. Même chose pour les 18 épigrammes que l'on attribue à Platon.
La numérotation de Bekker est un système comparable pour les œuvres d'Aristote.